# 小莫丘爾卡
48°37′59″N 29°38′28″E / 48.63306°N 29.64111°E
小莫丘爾卡（烏克蘭語：Мала Мочулка），是烏克蘭的村落，位於該國西南部文尼察州，由海辛區負責管轄，始建於1750年，面積0.45平方公里，海拔高度200米，2001年人口1,192。